# Branlette espagnole
Pour les articles homonymes, voir Branlette (homonymie).

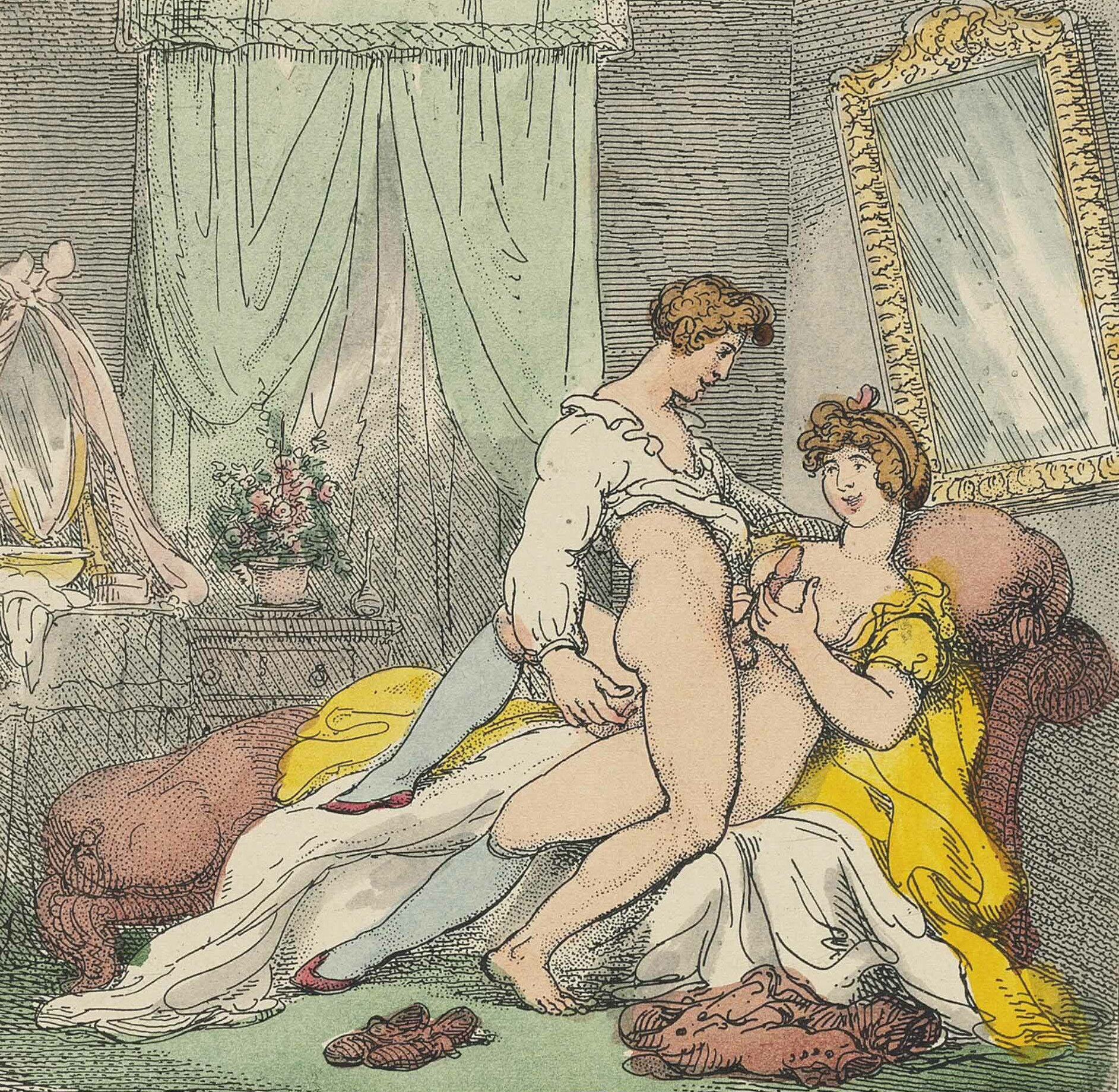
Représentation de l'acte dans un croquis érotique de Thomas Rowlandson, fin du XVIIIe siècle ou début du XIXe siècle.

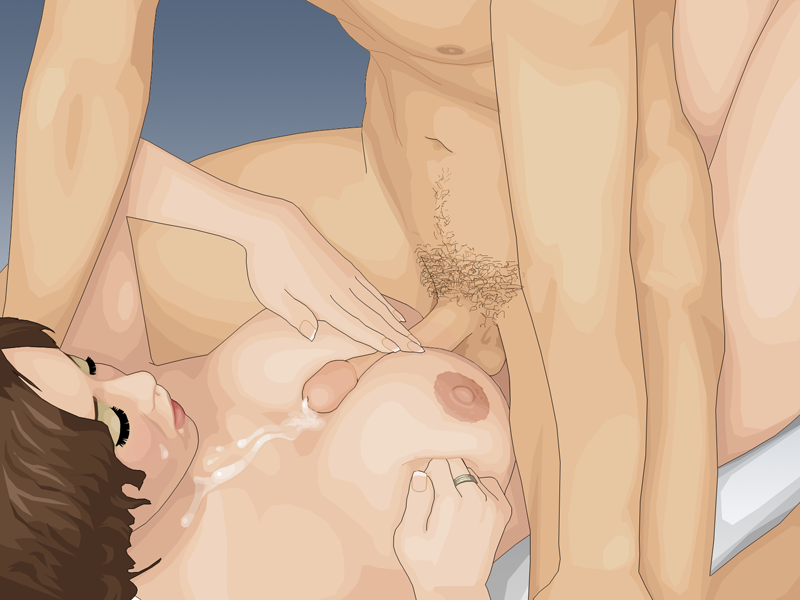
Branlette espagnole avec éjaculation.

La branlette espagnole, cravate de notaire ou coït intermammaire est un acte sexuel humain consistant à stimuler le pénis d'un des partenaires en le plaçant dans le sillon intermammaire de l'autre partenaire, c'est-à-dire entre ses seins.

## Positions
Plusieurs positions sont possibles pour réaliser une branlette espagnole : soit la femme est allongée, et son partenaire s'assoit sur elle en plaçant son pénis entre ses seins et en effectuant lui-même des va-et-vient, soit la femme se met à califourchon au-dessus de l'homme et le masturbe avec sa poitrine, soit la femme peut être assise et l'homme avec le pénis contre sa poitrine. La stimulation du pénis peut mener jusqu'à l'éjaculation.

## Santé
Le coït intermammaire présente moins de risque de transmettre une infection sexuellement transmissible (comme le VIH/Sida) que la pénétration vaginale ou anale, car n'y a pas de contact entre les muqueuses des deux partenaires.[réf. nécessaire] Le risque d'IST n'est cependant pas nul.
La branlette espagnole est utilisée par certaines travailleuses du sexe comme pratique alternative à la pénétration lorsque leur client refuse d'utiliser un préservatif,.
Le coït intermammaire fait partie des pratiques sexuelles de certaines femmes s'identifiant à la communauté kink.

## Terminologie
En français, la branlette espagnole est également appelée « cravate de notaire », car autrefois, seuls certains notables, dont les notaires, portaient une cravate au quotidien,,. Par ailleurs, cette pratique porte le nom savant de « mazophallation » ou plus rarement de « cinépimastie »,. Elle peut également être nommée « coït intermammaire ». En québécois on peut aussi trouver « crosse-tette ».
En anglais, l'une des expressions argotiques pour désigner cette pratique est « French fuck » (littéralement « baise à la française »), et remonte aux années 1930,. Elle est également appelée tittie fuck ou tit fuck (littéralement « baise des seins »), tant comme nom que comme verbe.
En russe, la pratique s'appelle également « branlette espagnole ». En néerlandais, c'est « cravate espagnole » (spaanse plastron) et en polonais « amour espagnol » (miłość hiszpańska).
En Espagne, la pratique est appelée « Cubana » en référence à Cuba. En Colombie, au Costa Rica et au Venezuela, elle porte le nom de « branlette russe » (paja rusa), tandis qu'en Argentine, elle est appelée « faire une turque » (hacer una turca). En Suède, son nom « le florentin » (ett florentinskt) s'inspire de la ville italienne de Florence.